# Jacob Westberg
Jacob "John" Westberg, född 15 december 1885, död 7 mars 1978, var en svensk friidrottare (långdistanslöpare). Han tävlade för IF Sörle och Södermalms IK och vann SM-guld i maratonlöpning år 1915.
Vid OS i Stockholm 1912 kom han på 22:a plats i maraton.